# Đặng Vũ Minh
Giáo sư Đặng Vũ Minh (sinh 11 tháng 9 năm 1946) là một Nhà Hóa học Việt Nam, Tiến sĩ Khoa học, Viện sĩ nước ngoài của Viện Hàn lâm Khoa học Nga. Ông nguyên là Chủ tịch Viện Khoa học và Công nghệ Việt Nam. Nguyên Ủy viên Ban chấp hành Trung ương Đảng Cộng sản Việt Nam, nguyên Chủ nhiệm Ủy ban Khoa học, Công nghệ và Môi trường của Quốc hội Việt Nam.

## Tiểu sử
- Sinh năm 1946 tại Nam Định.
- Ông quê ở làng Hành Thiện, xã Xuân Hồng, huyện Xuân Trường, tỉnh Nam Định, là con trai Giáo sư, Bác sĩ Đặng Vũ Hỷ và Bà Phạm Thị Thức (1915 - 2007); cháu ngoại của Cụ Phạm Quỳnh nguyên Thượng thư Bộ Học và Bộ Lại trong Triều Nhà Vua Bảo Đại.
- Ông tốt nghiệp Trường Đại học Tổng hợp Mat-xcơ-va (Liên Xô) năm 1968 và về nước làm Nghiên cứu viên tại Ủy ban Khoa học và Kỹ thuật Nhà nước.
- Ông bảo vệ Luận án Tiến sĩ năm 1978 và Luận án Tiến sĩ Khoa học năm 1984 tại Viện Hàn lâm Khoa học Liên Xô.
- Từ năm 1988 đến 1992, ông làm Phó Viện trưởng Viện Vật lý.
- Từ năm 1992 đến 2002, ông làm Viện trưởng Viện Hoá học (1992-2002).
- Từ năm 1994 đến 2004, ông làm Giám đốc Trung tâm Khoa học tự nhiên và Công nghệ Quốc gia.
- Từ năm 2004 đến 2007, ông là Chủ tịch Viện Khoa học và Công nghệ Việt Nam.
- Năm 1996, tại Đại hội VIII của Đảng Cộng sản Việt Nam, ông được bầu là Ủy viên Ban Chấp hành Trung ương và được tái bầu tại Đại hội IX và X vào năm 2001 và 2006.
- Năm 2007, ông được bầu là Đại biểu Quốc hội khóa XII và được Quốc hội bầu làm Ủy viên Ủy ban Thường vụ Quốc hội, Chủ nhiệm Ủy ban Khoa học, Công nghệ và Môi trường của Quốc hội Việt Nam.
- Năm 1991, ông được phong chức danh Giáo sư. Năm 1999, ông được bầu làm Viện sĩ nước ngoài Viện Hàn lâm Khoa học Nga và Viện Hàn lâm Khoa học Tự nhiên Nga(RAN và RAEN).
- Ông còn là Viện trưởng đầu tiên của Viện Công nghệ Vũ trụ, Chủ tịch Hội Phân tích Hoá - Lý - Sinh Việt Nam và Tổng Biên tập Tạp chí Phân tích Hoá - Lý - Sinh.
- Tháng 5 năm 2010, ông được bầu vào vị trí Chủ tịch Đoàn Chủ tịch Liên hiệp các hội Khoa học và Kỹ thuật Việt Nam (VUSTA).

## Công trình Khoa học
1. "Sản phẩm phân hạch của các nguyên tố siêu u-ran trong vũ trụ" do Nhà xuất bản Nauka xuất bản bằng tiếng Nga tại Mat-xcơ-va năm 1984.

## Gia đình
Ông là con trai của Cố Giáo sư, Bác sĩ Đặng Vũ Hỷ với bà Phạm Thị Thức con gái của Thượng thư Phạm Quỳnh.

## Danh hiệu
- Ông đã được tặng thưởng Huân chương Lao động hạng Nhất; Huy chương Kháng chiến chống Mỹ hạng Nhì; Giải thưởng Nhà nước về khoa học và Công nghệ năm 2005 (cùng với 4 đồng tác giả).